# Yangling
Yangling (en chino, 杨陵; pinyin, Yáng·Líng) es un distrito urbano bajo la administración directa de la Prefectura Xianyang  en la Provincia de Shaanxi, República Popular China.  Su área es de 132 km² y su población total para 2010 superó los 200 mil habitantes. 

## Administración
Desde julio de 2023, el  Distrito Yangling   se divide en 5 pueblos que se administran en 3 subdistritos y 2   poblados.

## Toponimia
Yangling recibió su nombre como lugar del mausoleo familiar del emperador fundador de la dinastía Sui, Yang Jian (楊堅). Yang (nombre del emperador) y Ling (陵) mausoleo.